# گدون چوئیکی نیاما
گدون چوئیکی نیاما (انگلیسی: Gedhun Choekyi Nyima؛ زادهٔ ۲۵ آوریل ۱۹۸۹) بهکشو اهل چین است. او پانچن لامای کنونی و یازدهم است که از شش سالگی در ۱۹۹۵ تا کنون ناپدید بوده‌است.